# Taracticus aciculatus
Taracticus aciculatus är en tvåvingeart som beskrevs av Pritchard 1938. Taracticus aciculatus ingår i släktet Taracticus och familjen rovflugor. Inga underarter finns listade i Catalogue of Life.